# Agnès Casadesús i Riba
Agnès Casadesús i Riba   (Igualada, 2 de novembre de 1891 - Igualada, 20 d'octubre de 1984) fou una compositora i professora de piano.
Fou compositora d'una trentena de peces musicals, sent-ne també la lletrista, majoritàriament quadres rítimics infantils. Algunes partitures són Caça grills, Bazar de las muñecas, La banda modernista o L'escolanet enamorat. També va compondre algunes nadales com Campanita navideña o Per nadal cada ovella al seu corral, aquesta darrera cançó premiada en el certamen de Ràdio Barcelona organitzat a S'Agaró el 1965. També va compondre els Goigs a llaor de Ntra. Sra. de Gràcia el 1983.
Va ser professora de música en diferents escoles i cors d'Igualada com els Escolapis, la Divina Pastora o l'Escola Nocturna per Obreres. Fundà l'Escolania de la Pietat i el Cor de la Soledat.
Va compondre el Himno del Pensionista que es va estrenar el dia que es van inaugurar les noves dependències de l'Hospital Comarcal d'Igualada, amb la visita del ministre de Treball l'any 1974.
Aparegué en la premsa comarcal de l'època en diferents ocasions en motiu de concerts de piano en què participava, en concerts de coral que dirigia, en alguna entrevista i va escriure un article en motiu de Santa Cecília, la patrona de la música.